# 佩多不等式
幾何學的佩多不等式，是關連兩個三角形的不等式，以唐·佩多(Don Pedoe)命名。這不等式指出：如果第一個三角形的邊長為{\displaystyle a,b,c}，面積為{\displaystyle f}，第二個三角形的邊長為{\displaystyle A,B,C}，面積為{\displaystyle F}，那麼：
{\displaystyle A^{2}(b^{2}+c^{2}-a^{2})+B^{2}(a^{2}+c^{2}-b^{2})+C^{2}(a^{2}+b^{2}-c^{2})\geq 16Ff}，
等式成立當且僅當兩個三角形為一對相似三角形，對應邊成比例；

也就是{\displaystyle {\tfrac {a}{A}}={\tfrac {b}{B}}={\tfrac {c}{C}}}。

## 证明
- 由海伦公式，两个三角形的面积可用边长表示为

{\displaystyle 16f^{2}=(a+b+c)(a+b-c)(a-b+c)(b+c-a)=(a^{2}+b^{2}+c^{2})^{2}-2(a^{4}+b^{4}+c^{4})}
{\displaystyle 16F^{2}=(A+B+C)(A+B-C)(A-B+C)(B+C-A)=(A^{2}+B^{2}+C^{2})^{2}-2(A^{4}+B^{4}+C^{4})}
再由柯西不等式，
{\displaystyle 16Ff+2a^{2}A^{2}+2b^{2}B^{2}+2c^{2}C^{2}}
{\displaystyle \leq {\sqrt {(16f^{2}+2a^{4}+2b^{4}+2c^{4})}}{\sqrt {(16F^{2}+2A^{4}+2B^{4}+2C^{4})}}}
{\displaystyle =(a^{2}+b^{2}+c^{2})(A^{2}+B^{2}+C^{2})}
于是，
{\displaystyle 16Ff\leq A^{2}(a^{2}+b^{2}+c^{2})-2a^{2}A^{2}+B^{2}(a^{2}+b^{2}+c^{2})-2b^{2}B^{2}+C^{2}(a^{2}+b^{2}+c^{2})-2c^{2}C^{2}}
{\displaystyle =A^{2}(b^{2}+c^{2}-a^{2})+B^{2}(a^{2}+c^{2}-b^{2})+C^{2}(a^{2}+b^{2}-c^{2})}
命题得证。
等号成立当且仅当{\displaystyle {\tfrac {a}{A}}={\tfrac {b}{B}}={\tfrac {c}{C}}={\sqrt {\tfrac {f}{F}}}}，也就是说两个三角形相似。
- 几何证法

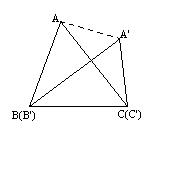
ABC是第一个三角形，A'B'C'是取相似后的第二个三角形，BC与B'C'重合

三角形的面积与边长的平方成正比，因此在要证的式子两边同乘一个系数{\displaystyle \lambda ^{2}}，使得{\displaystyle \lambda A=a}，几何意义是将第二个三角形取相似（如右图）。
设这时A、B、C变成x、y、z，F变成F'。
考虑 AA' 的长度。由余弦公式，
{\displaystyle AA'^{2}=AB^{2}+BA'^{2}-2AB\cdot BA'\cos(\angle B-\angle B')}
{\displaystyle =c^{2}+z^{2}-2cz(\cos \angle B\cos \angle B'+\sin \angle B\sin \angle B')}
将{\displaystyle \cos \angle B={\frac {a^{2}+c^{2}-b^{2}}{2ac}},\cos \angle B'={\frac {x^{2}+z^{2}-y^{2}}{2xz}}},{\displaystyle \sin \angle B={\frac {2f}{ac}},\sin \angle B'={\frac {2F'}{xz}}}
代入就变成：
{\displaystyle 0\leq AA'^{2}=c^{2}+z^{2}-2cz\left[{\frac {(a^{2}+c^{2}-b^{2})(x^{2}+z^{2}-y^{2})}{4acxz}}+{\frac {4F'f}{acxz}}\right]}
两边化简后同时乘以{\displaystyle {\frac {1}{\lambda ^{2}}}}，并注意到a=x，就可得到原不等式。
等号成立当且仅当A与A'重合，即两个三角形相似。